# Nargiz Umudova
Nargiz Umudova est une joueuse d' échecs azerbaïdjanaise, et grand maître féminin.

## Biographie
Nargiz Umudova est né le 20 juin 1989 au village d'Amirjan à Bakou. En 2007, elle est diplômée de l'Académie nationale de la culture physique et du sport d'Azerbaïdjan. En 2005 et 2009, Umudova a remporté les championnats d'échecs féminins azerbaïdjanais. En 2001, elle a remporté la médaille de bronze au Championnat d'Europe d'échecs de la jeunesse dans le groupe d'âge féminin U12, à Kallithéa. En 2008, elle a remporté la médaille d'argent au Championnat du monde d'échecs de la jeunesse dans le groupe d'âge féminin U18, à Batoumi.

## Matchs avec l'équipe nationale
Elle a joué pour l'Azerbaïdjan aux Olympiades d'échecs femmes:
- En 2006, au deuxième échiquier de la 37e Olympiade d'échecs (femmes) à Turin (7 victoires, 3 nulles, 2 défaites),
- En 2008, au troisième échiquier de la 38e Olympiade d'échecs (femmes) à Dresde (3 victoires, 2 nulles, 3 défaites),
- En 2010, au quatrième échiquier de la 39e Olympiade d'échecs (femmes) à Khanty-Mansiïsk (5 victoires, 2 nulles, 2 défaites),
- En 2012, au quatrième échiquier de la 40e Olympiade d'échecs (femmes) à Istanbul (3 victoires, 1 nulle, 3 défaites),
- En 2016, au tableau de réserve des 42e Olympiades d'échecs (femmes) à Bakou (5 victoires, 3 nulles, 1 défaite)[3].